# Kafr Tanbul al-Kadim
Kafr Tanbul al-Kadim (arab. ‏كفر طنبول القديم‎) – miejscowość w Egipcie, w muhafazie Ad-Dakahlijja. W 2006 roku liczyła 3542 mieszkańców.